# Pholidichthyidae
Pholidichthyidae é uma família de peixes da subordem Trachinoidei.